# Paul Caro Gamarra
Paul Palmiro Caro Gamarra es un médico y político peruano. Fue Ministro de Salud del Perú entre 1989 y 1990 durante el primer gobierno de Alan García Pérez. También fue diputado por Lima durante el periodo parlamentario 1985-1990.
Nació en el distrito de Paramonga, provincia de Barranca, Perú, el 30 de junio de 1949, hijo de Gregorio Caro Toledo e Isela Gamarra de Caro. Cursó sus estudios primarios en la ciudad de Huacho y los secundarios en el Gran Unidad Escolar Luis Fabio Xammar de esa misma ciudad. Entre 1971 y 1981 cursó estudios superiores de medicina humana en la Universidad Nacional Federico Villarreal de la ciudad de Lima. Asimismo, entre 2004 y 2006 cursó el posgrado en ciencias en la Universidad Nova Southeastern de los Estados Unidos
Miembro del Partido Aprista Peruano, su primera participación política fue en las elecciones generales de 1980 como candidato aprista a diputado por el departamento de Lima sin obtener la representación. Ese mismo año participó en las elecciones municipales de 1980 cuando fue candidato aprista a una regiduría en la provincia constitucional del Callao sin éxito. En las elecciones generales de 1985 fue elegido como diputado por Lima. En octubre de 1989 fue nombrado Ministro de Salud y formó parte del segundo gabinete de Guillermo Larco Cox. Durante su gestión ministerial lo único que supo hacer era declarar ilegales las huelgas de médicos y enfermeras. Por ello posteriormente sólo obtuvo fracasos en sus participaciones electorales: participó en las elecciones regionales del 2002 como candidato de Fuerza Democrática para la presidencia regional de Lima sin éxito; tentó dicha elección nuevamente en las elecciones regionales del 2010 y del 2014 sin lograr la elección en ninguna oportunidad y quedando, en ambas, en el último lugar.